# Suijin
Suijin (水神 lit. «Dios del agua»?) es el dios del agua en el sintoísmo. El término Suijin (que literalmente se traduce como «gente del agua» o «deidad del agua») se utiliza para denominar a las manifestaciones celestiales y terrenales del dios, aunque también puede usarse para referirse a una gran variedad de otras criaturas mitológicas y mágicas que se encuentran en lagos, estanques, manantiales y pozos, incluyendo serpientes y dragones, anguilas, peces, tortugas y kappas carnívoros. Suijin, siendo el dios del agua, es una deidad ampliamente venerada en Japón, con una gran influencia en la cultura japonesa y con numerosos templos dedicados en su honor.

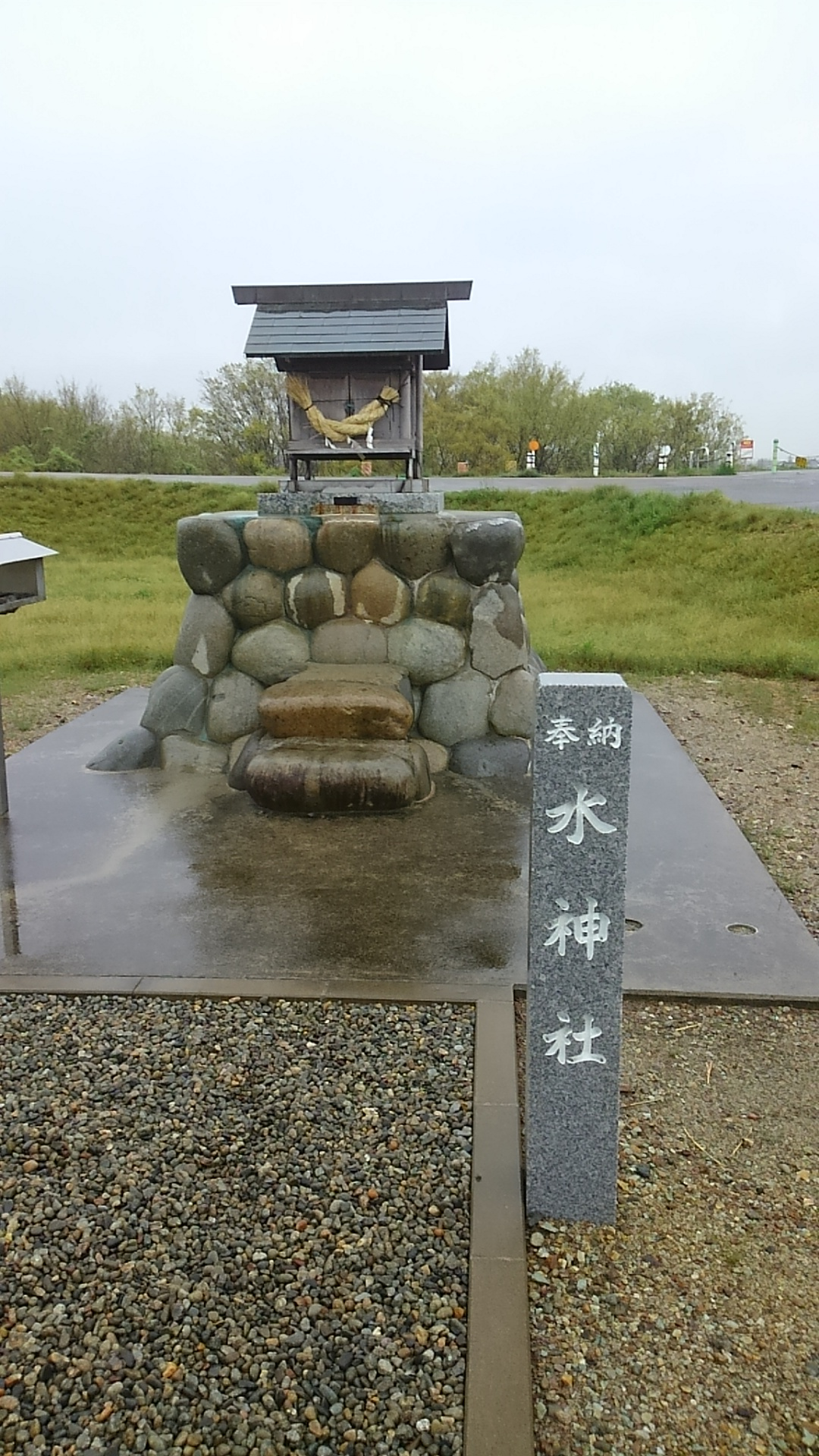
Altar erigido en honor al dios del agua del río Kiso.

Suijin es a veces confundido con Ryūjin, la divinidad tutelar del mar, así como también con el dios Fudō Myō-ō debido a su asociación con las cascadas y el agua. Suijin es el guardián de los pescadores y un santo patrón de la fertilidad, la maternidad y el parto. La gente le alaba y ofrece ofrendas esperando así obtener agua pura y no contaminada para su consumo, una buena agricultura y buen saneamiento de los terrenos. Otras razones de su adoración incluye la bienaventura en los viajes de pesca, la buena fertilidad y maternidad, y para que no haya complicaciones en el parto.
Los santuarios dedicados a su adoración son llamados santuarios Suitengū. Un ejemplo importante es el santuario Suitengū en Kurume (Fukuoka), el principal santuario Suitengū en Japón, siendo especialmente famoso para los aquellos oran por el parto seguro y fácil. Otro santuario Suitengū famoso es el santuario de Tsukiji Suijin, situado cerca del mercado de pescado de Tsukiji en Tokio, para proteger y vigilar a los pescadores y sus negocios.